# Владимир Василев (писател)
Вижте пояснителната страница за други личности с името Владимир Василев.
Владимир Николаевич Василев (на руски: Владимир Николаевич Васильев) е руски писател на научна фантастика от Украйна, автор на песни, както и изпълнител на такива.

## Биография и творчество
Роден е в град Николаев, Украинска ССР, СССР. От 1985 до 1988 г. служи на южната граница на СССР.
Първият му разказ е публикуван през март 1987 г. в руския вестник „Ленинское племя“. Неговата първа книга – „Вояджер раз“ излиза през 1991 г.